# Tham Hua Kalok
Tham Hua Kalok (en tailandés: ถ้ำหัวกะโหลก; literalmente Cueva del Cráneo; también llamada Tham Phi Hua To ถ้ำผีหัวโต) es una cavidad natural el distrito de Ao Luek cerca de la bahía de Phangnga, en el sur de Tailandia. La cueva contiene pinturas prehistóricas, con colores negro y rojo y seres humanos y animales extraños. La cueva se encuentra dentro del parque nacional de Than Bok Khorani.